# محطة سلا تابريكت
محطة سلا تابريكت هي محطة قطار تقع في مقاطقة تابريكت في مدينة سلا بالمغرب. تعد محطة تابريكت ثاني أهم محطة قطار في المدينة من ناحية عدد المسافرين, بعد محطة سلا المدينة.